# サンソー

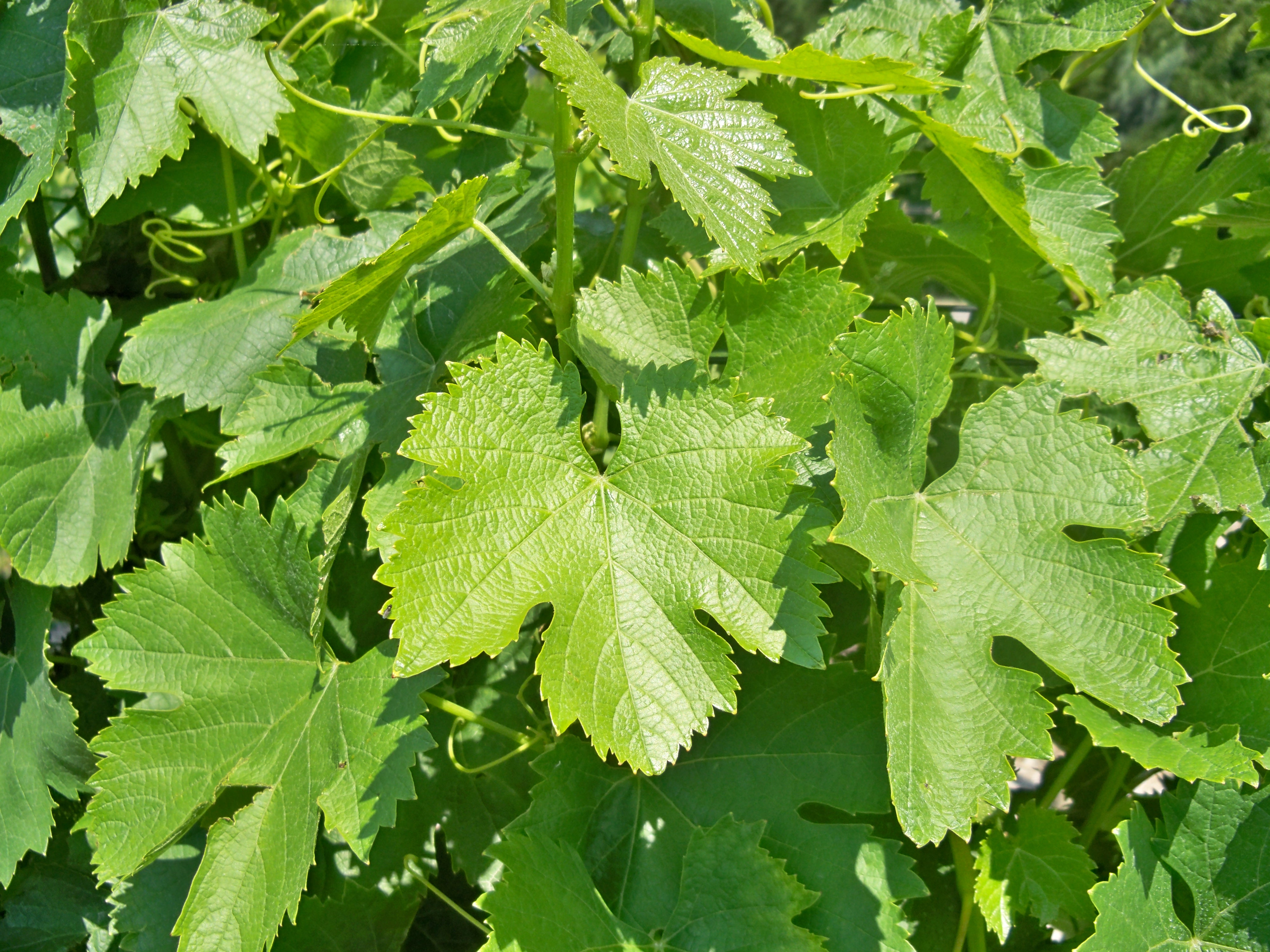
サンソーの葉

サンソー（CinsaultまたはCinsaut）は、フランスのラングドック・ルシヨンを発祥地とする赤ワイン用ぶどう品種である。

## 特徴
フランスでは4番目に多く栽培されているぶどう品種で、高温と乾燥に強く、逆に湿度の高い地方では病気が出やすいため、主にフランス南部で栽培され、いわゆる南仏地方では、グルナッシュ、カリニャンとともに、重要な品種となっている。
土壌や気候が適したところでは、植えっぱなしでも、濃い藍色の、立派な円筒形の房をつける。果皮が厚く、スパイスのような香りがあり、渋みや酸味が強い。南アフリカでわずかに単独のセパージュワインが作られているほかは、ほかの品種と混醸されている。
フランスのほかでは、イタリアのプーリア州、モロッコ、アルジェリア、チュニジア、レバノン、南アフリカ、オーストラリア、アメリカ合衆国・カリフォルニアなどで作られている。